# Camillo Berneri
Camillo Berneri (också känd som Camillo da Lodi; 1877, Lodi, Italien – 5 maj 1937, Barcelona) var en italiensk anarkist som mördades av Stalins agenter under spanska inbördeskriget.
I sin ungdom var han medlem i Juventudes Socialistas. Han deltog i första världskriget samt organiserade frivilliga till spanska inbördeskriget.
Camillo Berneri var medlem av Unione Anarchica Italiana tillsammans med Carlo Rosselli.
Han var även professor i filosofi vid Florens universitet.   